# Faux-Fresnay
Faux-Fresnay is een gemeente in het Franse departement Marne (regio Grand Est) en telt 319 inwoners (1999). De plaats maakt deel uit van het arrondissement Épernay.

## Geografie
De oppervlakte van Faux-Fresnay bedraagt 27,3 km², de bevolkingsdichtheid is 11,7 inwoners per km².
De onderstaande kaart toont de ligging van Faux-Fresnay met de belangrijkste infrastructuur en aangrenzende gemeenten.

## Demografie
Onderstaande figuur toont het verloop van het inwonertal (bron: INSEE-tellingen).